# Guacamelee!
Guacamelee! is een actie-/platformvideospel uit 2013 ontwikkeld en uitgegeven door DrinkBox Studios. Het spel werd oorspronkelijk uitgegeven voor PlayStation 3 en PlayStation Vita in april 2013 en werd later overgezet naar Microsoft Windows in augustus 2013 en naar OS X en Linux in februari 2014. Een verbeterde versie werd uitgegeven voor Wii U, Windows, PlayStation 4, Xbox One en Xbox 360 in juli 2014. Het spel haalt zijn inspiratie uit traditionele Mexicaanse cultuur en folklore.

## Gameplay
| {{{2}}}                       |
| Schermafdrukken van het spel. |

In Guacamelee! besturen spelers Juan die zich langs verschillende vijanden en obstakels moet vechten om zo El Presidentes dochter te redden. Juan kan vijanden aanvallen door basisaanvallen te gebruiken en kan verschillende grijpaanvallen uit voeren wanneer ze verdoofd zijn, om zo meer schade aan te richten of ze naar andere vijanden te gooien. Munten worden verkregen door vijanden te verslaan die uitgegeven kunnen worden bij verschillende locaties om nieuwe grijpaanvallen te ontgrendelen of de gezondheid- of staminameters van de speler te verbeteren. Terwijl de speler verder komt in het spel, vernietigd Juan verschillende "Choozobeelden" die hem nieuwe eigenschappen geven. Deze variëren van aanvallen, zoals een uppercut en kopstoot tot eigenschappen die Juans mobiliteit verbeteren, zoals dubbel springen, tegen muren opspringen en de eigenschap in een kip te kunnen veranderen. Juan verkrijgt ook eigenschappen om zich te verplaatsen tussen het land van de levenden en het land van de doden, benodigd om puzzels op te lossen of om tegen vijanden te vechten die alleen aangevallen kunnen worden in een bepaalde wereld. Spelers kunnen deze mogelijkheden gebruiken om voorheen onbereikbare gebieden te betreden om zo geheimen te vinden, of barrières te doorbreken die vijanden beschermen. Het spel (exclusief de Vita-versie) heeft ook een lokale coöperatieve modus, waarin de andere speler kan spelen als Tostada. Deze modus kan alleen bespeeld worden na het eerste level.